# Clariallabes mutsindoziensis
Clariallabes mutsindoziensis là một loài cá thuộc họ Clariidae. Nó là loài đặc hữu của Tanzania. Các môi trường sống tự nhiên của chúng là sông and inland deltas. Nó bị đe dọa do mất môi trường sống.